# Дарнкув
Дарнкув (пол. Darnków, нім. Dörnikau) — село в Польщі, у гміні Левін-Клодзький Клодзького повіту Нижньосілезького воєводства.
Населення — 47 осіб (2011).

## Демографія
Демографічна структура станом на 31 березня 2011 року:
|          | Загалом | Допрацездатний вік | Працездатний вік | Постпрацездатний вік |
| -------- | ------- | ------------------ | ---------------- | -------------------- |
| Чоловіки | 25      | 6                  | 17               | 2                    |
| Жінки    | 22      | 9                  | 11               | 2                    |
| Разом    | 47      | 15                 | 28               | 4                    |

## Пам'ятки
- Гомпа Дрофан Лінг